# EDC Paris Business School
L'EDC Paris Business School o EDC (in precedenza École des cadres) è una business school fondata a Neuilly-sur-Seine nel 1950. La scuola è sviluppata fino a uno campus europei: La Défense. Lei è accreditata CGE, EPAS e UGEI.

## Laureato famoso
- Jean Todt, un dirigente d'azienda, dirigente sportivo ed ex copilota di rally francese[2]